# Palais du Pharo

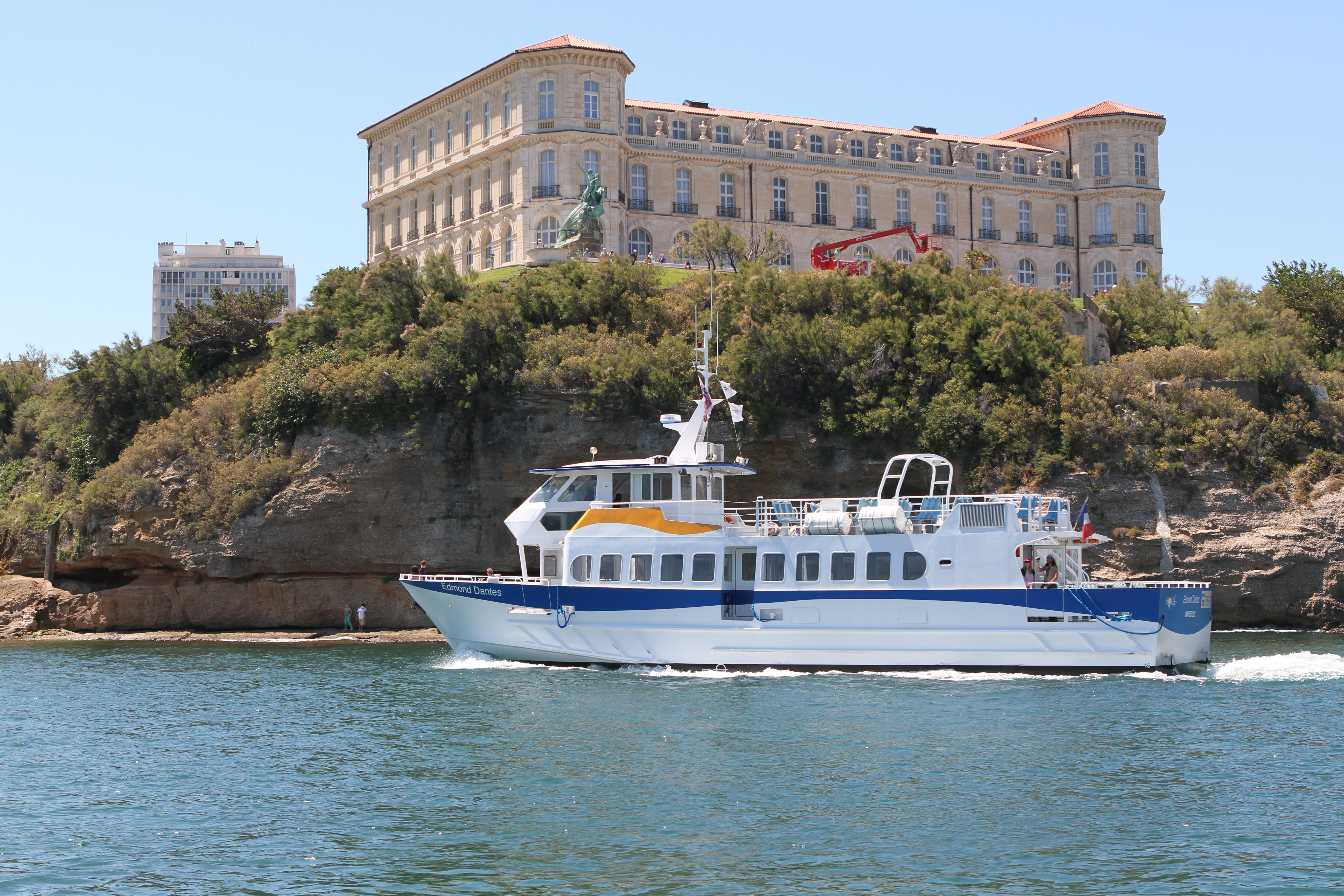
Palais du Pharo

Das Palais du Pharo ist ein Palast in Marseille, der ab 1858 von Napoleon III. für seine Frau Eugénie de Montijo erbaut wurde. Er überragt die Hafenpassage des Vieux Port und grenzt an den Jardin du Pharo.

## Geschichte

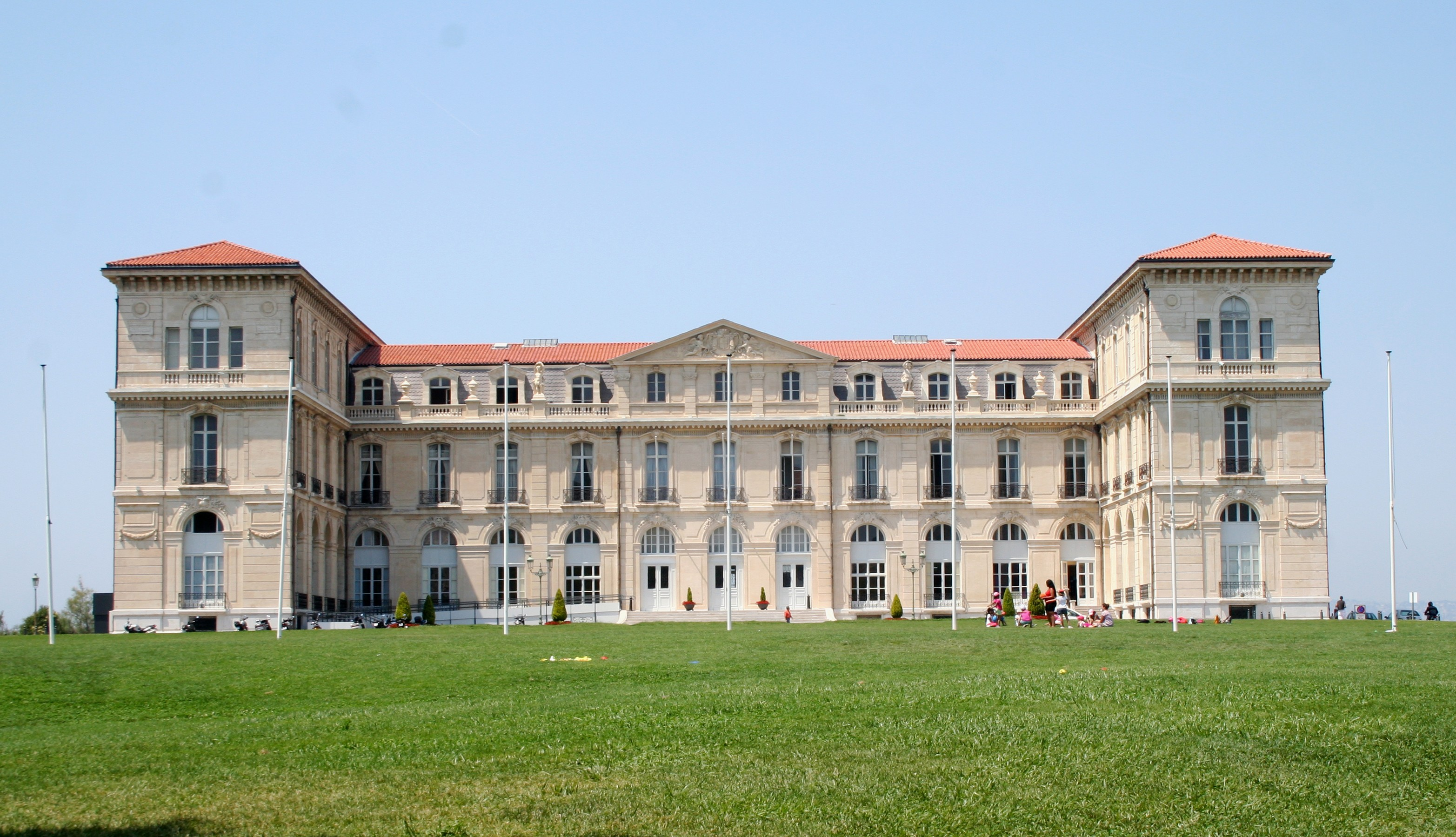
Palais du Pharo

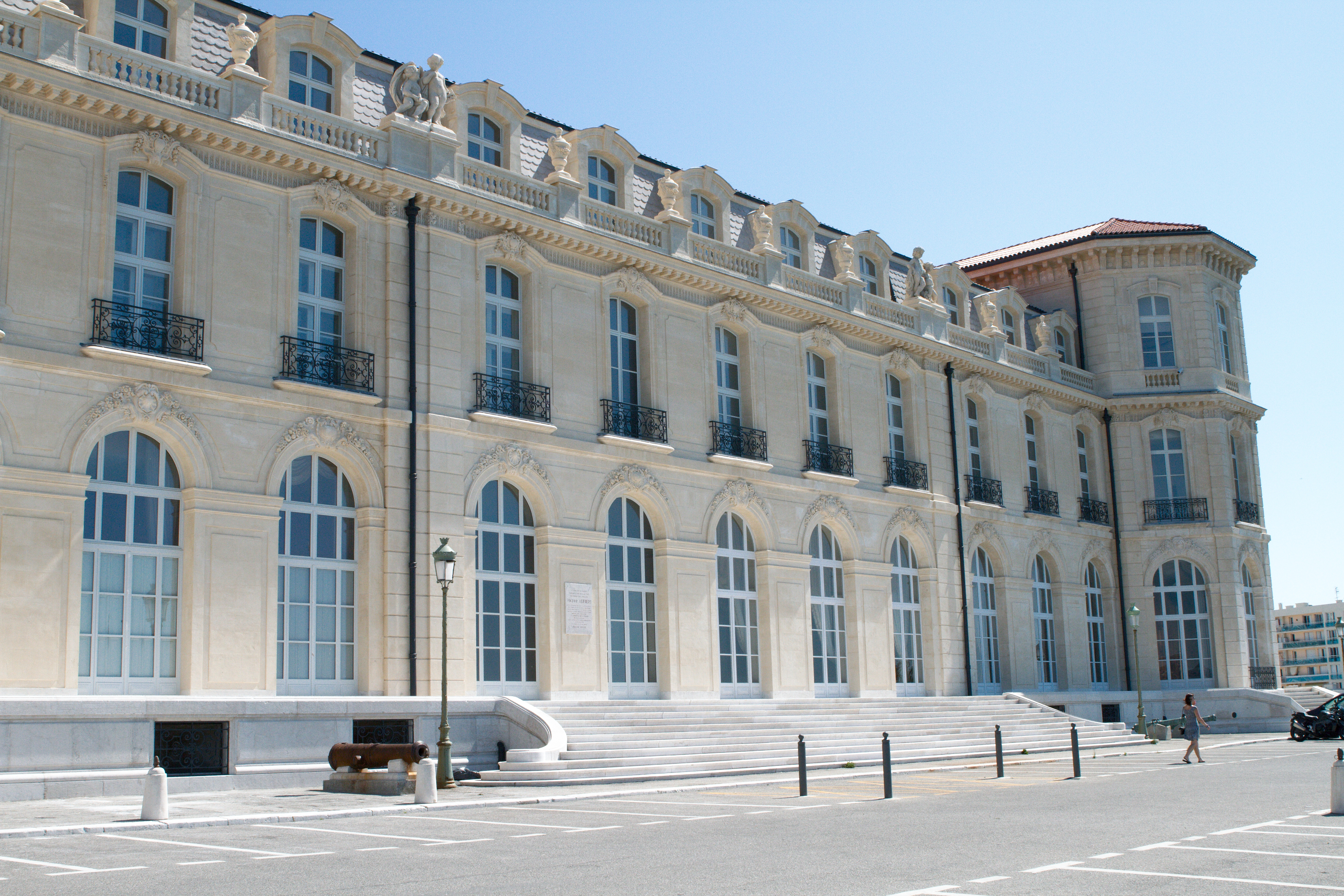
Innenhoffassade

Louis-Napoleon Bonaparte hatte 1851 als französischer Staatspräsident bei einem seiner Besuche in Marseille den Wunsch geäußert, einen Wohnsitz in der Stadt zu bauen. Die Gemeinde zeigte sich schnell dazu bereit, als der Prinz-Präsident eine Million Franc Eigenkapital anbot. Der Betrag wurde verwendet, um das Land zu kaufen.
Kurz bevor Louis-Napoleon Bonaparte 1851 als Napoleon III. Kaiser wurde, beauftragte er den Genfer Architekten Samuel Vaucher, einen geeigneten Ort für die kaiserliche Residenz zu suchen. Vaucher schlug ein Gelände gegenüber dem Fort Saint-Jean mit Blick auf den Hafen und die Bucht von Marseille vor und präsentierte im Februar 1853 seine Pläne. Sie wurden vom Architekten Hector Lefuel überarbeitet. Der Bau ähnelt dem der Villa Eugénie in Biarritz, deren Bau 1854 begann.
Die Gemeinde benötigte knapp 1,2 Millionen Franc, um das Land zu erwerben. Mit dem Bau wurde am 15. August 1858, dem Geburtstag von Napoleon Bonaparte, begonnen. Der Baufortschritt wurde durch Mangel an Geld und Lieferschwierigkeiten von Stein wegen des gleichzeitigen Baus der Kathedrale von Marseille gebremst. Im August 1861 wurde Vaucher für die Verzögerung bei der Arbeit verantwortlich gemacht und durch Henri-Jacques Espérandieu ersetzt, der auch die Kathedrale von Marseille vollendete. Die Bildhauer François Gilbert, Vittoz und Simon wurden mit der Innen- und Fassadenverzierung betraut.
Beim Sturz von Napoleon III. 1870 war der Palast nach zwölf Jahren Bauzeit nicht fertiggestellt; das Kaiserpaar hat dort nie gelebt.

## Nach Napoleon III.

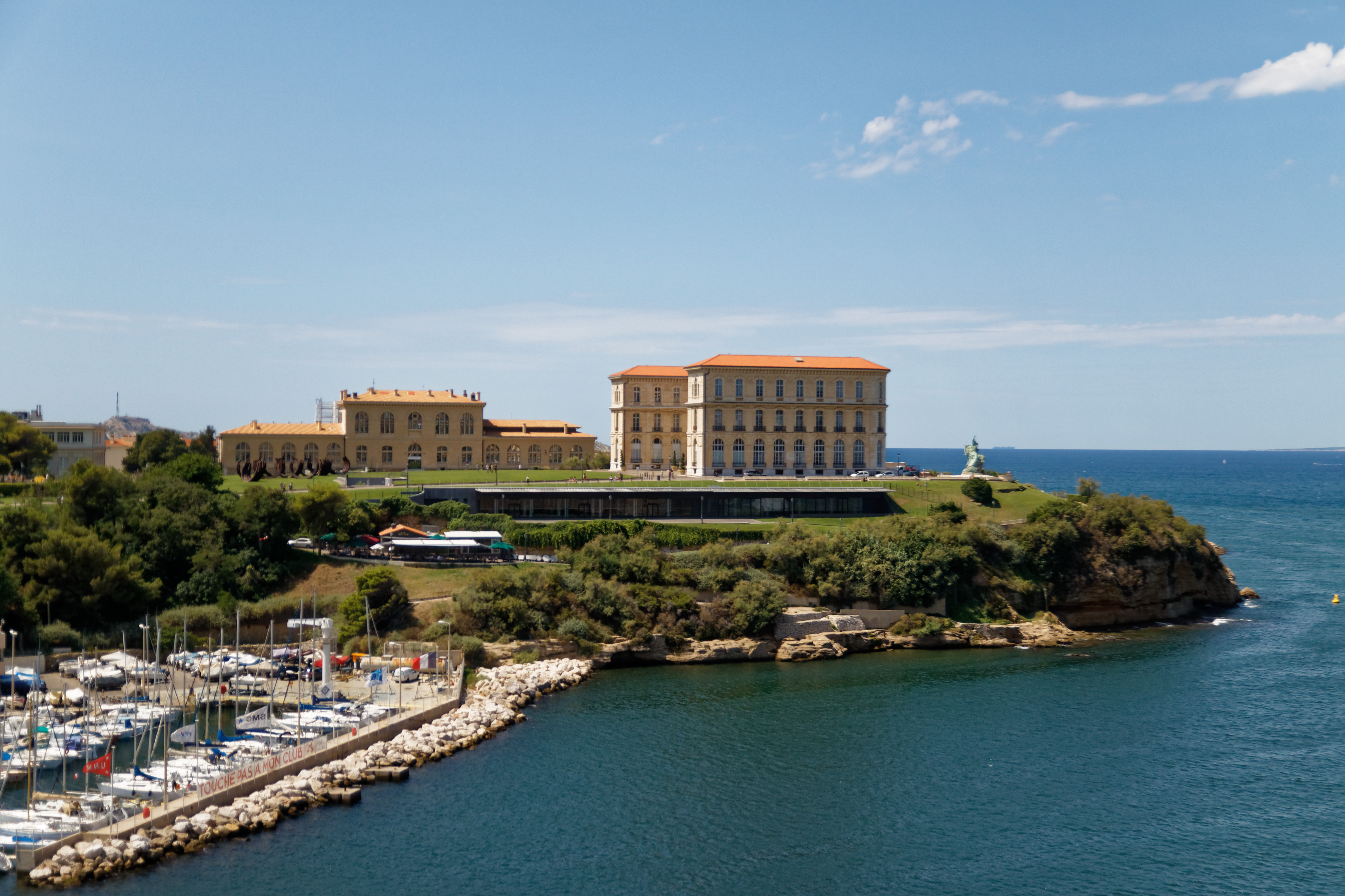
2018

Nach dem Sturz des Regimes griffen Gegner Napoleons III. Symbole des Imperiums an; insbesondere zerstörte die Menge napoleonische Embleme und Ornamente, die die Fassade des Gebäudes schmückten.
Als 1873 der Kaiser starb, reichte die Stadt Marseille Klage gegen die ehemalige Kaiserin ein. Dies führte zu einem Prozess, an dessen Ende Eugenie 1884 beschloss, das Schloss und seine Gärten der Stadt anzubieten, sofern sie für gemeinnützige Zwecke genutzt werden.
Bis Ende des 19. Jahrhunderts dient das Gebäude als Krankenhaus für Cholera und Tuberkulose. Die Gebäude an der Seite der Promenade wurden 1890 von der Medizinischen Fakultät bezogen. 1905 wurde dort das Institut für Tropenmedizin im Dienste der Gesundheit der Armee eingerichtet. Seit 2012 ist es Sitz der Universität Aix-Marseille.
Der Palast beherbergt heute ein Kongresszentrum; dazu wurden unterirdische Räume unter den Gärten ergänzt. Auch der Verwaltungssitz Communauté urbaine Marseille Provence Métropole ist in einem Gebäude untergebracht.
Neben dem Palast befindet sich das Denkmal für die Helden und Opfer des Meeres, das unter Denkmalschutz steht.

## Weblinks

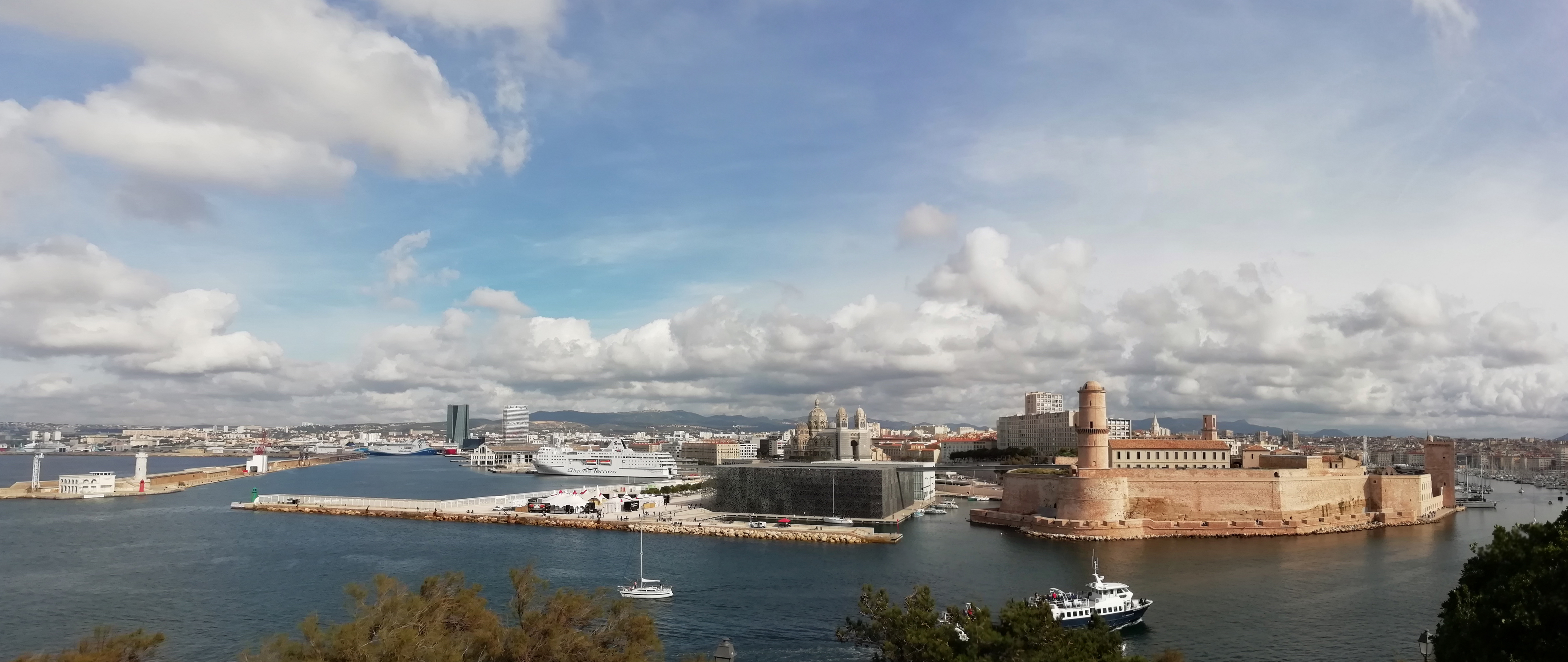
Ausblick zum Museum der Zivilisationen Europas und des Mittelmeers, neuer und alter Hafen